# Angostura (Kolumbia)
Angostura – miasto w Kolumbii, w departamencie Antioquia.